# Transmisoginia
La transmisoginia (a volte trans-misoginia) è l'unione della parola transfobia (la paura, l'avversione o la discriminazione irrazionale nei confronti delle persone transgender) e della parola misoginia (l'odio per le donne). Pertanto, il termine transmisoginia viene utilizzato per descrivere atteggiamenti negativi, odio e discriminazione nei confronti degli individui transgender che si identificano nel genere femminile (MtF). Il termine è stato coniato da Julia Serano nel suo libro Whipping Girl del 2007 ed è usato per intendere che la transfobia affrontata dalle donne trans venga intensificata dalla misoginia, sebbene pochissime donne trans passino ("passing")/abbiano il passing privilege. Molte donne trans sperimentano discriminazione sotto forma di feticizzazione, legata alla forte sovrarappresentazione di donne trans nel porno.
Serano parla di come la società consideri le donne trans per forza sessualizzate, come persone costrette a prostituirsi o come donne sessualmente promiscue. La transmisoginia è un concetto centrale nel transfemminismo.
La transmisoginia è diffusa principalmente negli ambiti conservatori, partiti di estrema destra ma anche all'interno di gruppi di femministe radicali(TERF), e legati principalmente a stereotipi, studi (non riconosciuti dalla comunità scientifica) che legano le donne trans a malattie mentali, o per motivi legati alla religione.

## Cause
In Whipping Girl, Julia Serano scrive che l'esistenza di donne trans è vista come una minaccia per una "gerarchia di genere incentrata sull'uomo, dove si presume che gli uomini siano migliori delle donne e che la mascolinità sia superiore alla femminilità". La teorica di genere Judith Butler fa eco a questa ipotesi, affermando che l'omicidio delle donne transgender è "un atto di potere, un modo di riaffermare il dominio ... uccidere stabilisce il killer come sovrano nel momento in cui uccide".
Le donne trans sono anche viste come una minaccia per l'eterosessualità degli uomini cisgender. Nei media vengono viste come "ingannatrici" come Dil, una donna transgender del film del 1992 La moglie del soldato, personaggio creato per suscitare scandalo nel pubblico maschile quando il suo sesso biologico è rivelato.

### Stati Uniti
Secondo un sondaggio del 2015 la copertura per le spese legate agli interventi chirurgici di transizione è stata negata il 55% delle volte a coloro che l'hanno richiesta. Questo svantaggio nel trattamento può anche essere notato o nel campo dell'educazione, dove il 77% delle persone transgender hanno subìto qualche forma di maltrattamento nella scuola (K-12). I livelli di povertà sono 2-3 volte più alti per le persone transgender. La discriminazione si rivela essere pervasiva in molte aree come "alloggio, assistenza sanitaria, lavoro e istruzione".
Uno studio sulle esperienze lavorative dopo che le persone hanno cambiato sesso ha rilevato che "i guadagni medi per i lavoratori transessuali FtM aumentano leggermente in seguito alla loro transizione, mentre i guadagni medi per le lavoratrici transgender MtF diminuiscono di quasi un terzo. Un altro studio ha confermato che, in particolare tra le donne transgender di colore, sono alti i livelli di discriminazione sulla base della transfobia e del razzismo. Questa discriminazione ha portato a tassi più elevati di depressione.

### Ecuador
Uno studio sulla discriminazione delle donne lesbiche, bisessuali, transessuali, transgender e intersessuali in Ecuador ha trovato risultati simili. Le donne transgender "non hanno protezione contro la discriminazione sia nella legge che nella pratica". Di conseguenza, le donne trans sono spesso soggette a violenze, abusi sessuali e discriminazioni nelle istituzioni educative, sanitarie e della forza lavoro.

## Psicologia
Julia Serano in Whipping Girl ha sottolineato che il feticismo del travestitismo, un disturbo elencato nel DSM-IV, menziona solo il cross dressing degli uomini. Allo stesso modo, l'autoginefilia era un disturbo riconosciuto nel DSM-IV, ma l'autoandrophillia no.
Il Manuale diagnostico e statistico dei disturbi mentali è stato rivisto nel 2013 e il feticismo del travestitismo e il disturbo dell'identità di genere sono stati rimossi dalla categoria dei disordini sessuali e attualmente rappresentano una categoria a sé stante.
La disforia di genere è definita da Serano come vissuta da persone che sentono il proprio genere come discorde con il genere assegnato loro alla nascita.

## Molestie mirate
Julia Serano osserva che, nonostante la transizione, le donne trans sono ancora comunemente percepite come uomini; tuttavia, sono raramente sessualizzate in quanto tali. Serano osserva che quando si trova in un ambiente sociale in cui è conosciuta per essere transessuale, per esempio nei luoghi in cui interpreta la poesia, riceve molti più commenti sfacciatamente sessuali rispetto a quando si trova in un ambiente simile in cui si presume che sia cisgender.
Crimini Violenti
Secondo Rebecca L. Stotzer (2009), ci sono attualmente tre possibili fonti di informazione sulla violenza e le molestie subite dalle persone transgender: sondaggi self-report, chiamate a caldo / relazioni sui servizi sociali e rapporti di polizia. Dopo una ricerca clinica, è stato riportato che: "il 50% delle persone transgender riferisce di attività sessuale indesiderata. 
Seguito da un'altra indagine che ha concluso che il 59% ha subito una storia di sesso o stupro forzato. I numeri sopra riportati provengono da dati del 2006".
Secondo uno studio recente (2017) pubblicato sul American Journal of Public Health da Rebecca L. Stotzer, riferisce che, come minimo, una persona transgender viene uccisa ogni 3 anni. La stessa ricerca specifica che i dati suggeriscono che una persona transgender non ha una probabilità maggiore di morire per omicidio rispetto al resto della popolazione e che una donna trans di colore ha maggior probabilità di subire violenza nel corso della sua vita
Secondo Laura Kacere (2014), "i crimini di odio contro i transessuali sono sproporzionatamente e tragicamente alti, e la maggior parte di questa violenza è relativa alle donne trans". Secondo uno studio del 2011, "il 22% delle donne trans negli Stati Uniti è stata vittima di violenze da parte della polizia. Secondo Kacere , "la transmisoginia è riscontrabile anche negli atti di violenza: gli studi dimostrano che 1 donna su 5 transgender (21%) è stata incarcerata in qualche momento della sua vita. Questo è molto al di sopra della popolazione generale, ed è ancora più alto (47%) per le persone transgender afro-americane."

### Cause
Parte della causa potrebbe essere che le donne trans, per natura della loro relativa rarità, sono viste come "esotiche"; tuttavia, secondo la scrittrice Julia Serano questa non è la situazione, e afferma che "ci sono un sacco di tipi di donne che sono relativamente rare, ma non sono tutte sessualizzate nello stesso modo delle donne trans". In Whipping Girl, Serano scrive di quella che definisce una "dicotomia predatore-preda", in cui "gli uomini sono invariabilmente visti come predatori e donne come prede". A causa di questo punto di vista, le donne trans sono percepite come persone che attirano gli uomini "trasformando [se stesse] in oggetti sessuali a cui nessun uomo dal sangue rosso può resistere".

## Relazione con la transfobia
La transmisoginia è diversa dalla transfobia in quanto la transmisoginia si concentra in particolare sulle donne trans. Considerando che la transfobia è un termine più generale, che copre un più ampio spettro di odio e discriminazione nei confronti di qualsiasi e/o tutti gli individui transessuali e transgender. Julia Serano afferma in Whipping Girl che "Quando la maggior parte delle barzellette viene fatta a spese delle transessuali MtF su "uomini che indossano abiti" o "uomini che vogliono tagliare i peni" questa non è transfobia ma è la trasmisoginia. Il fatto che la violenza e le aggressioni sessuali siano commesse principalmente contro le donne trans, non è transfobia, è transmisoginia".